# Denis Pushilin
Denis Vladimirovich Pushilin (em russo:  Дени́с Влади́мирович Пуши́лин   , pronunciado [dʲɪˈnʲis vlɐˈdʲimʲɪrəvʲɪtɕ pʊˈʂɨlʲɪn] ; em ucraniano:  Денис Володимирович Пушилін, transl. Denys Volodymyrovych Pushylin; Makeevka - 9 de maio de 1981 ) é o Chefe de Estado da República Popular de Donetsk, um estado separatista não reconhecido na região da Bacia do Donets (Donbas), na Ucrânia. Pushilin é o chefe de Estado da RPD desde setembro de 2018.
Em 7 de setembro de 2018, depois que seu antecessor Alexander Zakharchenko foi morto em uma explosão de bomba,. Pushilin foi nomeado chefe interino do DPR; cargo que ocupou até as eleições de 11 de novembro de 2018, quando o cargo se tornou permanente. Atuou anteriormente como chefe de Estado brevemente em 2014 após a fundação da entidade. Ele passou a servir como Presidente do Conselho Popular (Presidente do Parlamento) do DPR até a morte de Zakharchenko em 2018. 

## Biografia
Natural de uma cidade mineira de Makiivka, filho de trabalhadores da Fábrica Metalúrgica Makiivka Vladimir Pushilin e Valentina Khasanova. Ele se formou na escola pública russa do conselho da cidade de Makiivka, o liceu de Makiivka.
Por meio de sua obrigação militar, Pushilin serviu na Guarda Nacional da Ucrânia em 1999-2000 como membro do batalhão de missão especial na Crimeia. Em 2000, ele estudou na Academia Nacional de Engenharia Civil e Arquitetura da Donbas, faculdade "Economia empresarial", foi um membro ativo da AIESEC Donetsk. De acordo com documentos que Pushilin apresentou à Comissão Eleitoral Central da Ucrânia, ele informou ter o ensino médio completo.  Em 2002-2006 ele trabalhou para uma confeitaria "Solodke zhyttia" (Vida doce). Em 2011, Pushlin se tornou notório devido seu envolvimento na MMM Global, um esquema Ponzi que é considerado por uns por um dos maiores na história.
Pushlin se juntou ao movimento separatista em 2014 durante os Protestos pró-russos na Ucrânia em 2014. Pushlin não viu ação militar, e era notório nos círculos separatistas por não usar um uniforme militar. Entretanto, com o tempo foi conquistando a confiança do governo russo.
Em 31 de agosto de 2018, o líder da DPR Alexander Zakharchenko foi morto por uma bomba em um restaurante em Donetsk. Em 7 de setembro de 2018, Pushilin foi nomeado chefe interino do DPR; foi dito que ele manteria esta posição até as eleições de 11 de novembro de 2018.
Em 6 de dezembro de 2021, Pushilin tornou-se membro do partido governante russo Rússia Unida. O presidente do Rússia Unida, Dmitry Medvedev, entregou-lhe pessoalmente o bilhete do partido durante o congresso anual do partido em Moscou.
Em 21 de fevereiro de 2022, Pushilin assinou um acordo de amizade, cooperação e assistência mútua entre a República Popular de Donetsk e a Federação Russa. Nesta cerimônia também foram assinados um acordo entre a República Popular de Luhansk e a Rússia, e ordens executivas do presidente Putin para reconhecer oficialmente a independência da RPD e da RPL.